# Eslamshahr (shahrestan)
Eslamshahr (persiska: شهرستان اسلامشهر, Shahrestan-e Eslamshahr) är en delprovins (shahrestan) i Iran. Den ligger i provinsen Teheran, i den norra delen av landet. Administrativt centrum är staden Eslamshahr.
Delprovinsen hade 548 620 invånare 2016.